# Ophiophragmus ophiactoides
Ophiophragmus ophiactoides is een slangster uit de familie Amphiuridae.
De wetenschappelijke naam van de soort werd in 1940 gepubliceerd door Fred C. Ziesenhenne.